# Aname coenosa
Aname coenosa is een spinnensoort uit de familie Anamidae.
Aname coenosa werd in 1918 beschreven door Rainbow & Pulleine.